# مهند علی
مهند علی کاظم الشمری (به عربی: مهند علي كاظم الشمري؛ زادهٔ ۲۰ ژوئن ۲۰۰۰) بازیکن فوتبال اهل عراق است که در پست مهاجم بازی می‌کند.وی در سال ۲۰۲۴ قرارداد طولانی مدتی با تراکتور امضا کرد که بعلت آنچه تعارض در تست پزشکی نامیده شد، قراردادش را فسخ کرده و به الشرطه عراق بازگشت.